# Людвіг Оскар Йозефсон
Людвіг Оскар Йозефсон — швед. Ludvig Oskar Josephson — (20 лютого 1832 — †29 лютого 1899) — шведський театральний діяч.
Управляючи стокгольмськими театрами, спромігся підняти їх на високий рівень.

## Творчість
- Folkungalek — п'єса
- Marsk Stigs döttrar — п'єса
- Ant för Kungen — п'єса
- Våra teater Förhållanden — цінне дослідження про театр